# Giuseppe Pizzardo
Giuseppe Pizzardo (Savona, 13 luglio 1877 – Roma, 1º agosto 1970) è stato un cardinale italiano della Chiesa cattolica, nominato da papa Pio XI nel concistoro del 13 dicembre 1937.

## Biografia
Nacque il 13 luglio 1877 a Savona da Francesco, segretario della Camera di commercio della città ligure, e da Carmelita Manara.
Papa Pio XI lo creò cardinale nel concistoro del 13 dicembre 1937.
Partecipò ai Patti Lateranensi l'11 febbraio 1929.
Viene ricordato in particolare per gli interventi repressivi verso l'esperienza dei preti operai: nominato Prefetto della Congregazione dei Seminari, nel luglio del 1954 proibì a tutti i seminaristi di farsi assumere in fabbrica, per via del pericolo di contaminazione intellettuale e morale. Cinque anni dopo fu l'autore della lettera ai preti operai in cui li obbligava a scegliere tra vita operaia e vita sacerdotale.
Con il Concilio le sue posizioni verranno superate da Paolo VI, che nel 1965 darà il consenso all'esperienza dei preti operai.
Morì il 1º agosto 1970 a Roma, all'età di 93 anni, le sue spoglie assieme a quelle delle sue tre sorelle, riposano presso la chiesa di S. Giuseppe Sposo a Frattocchie nel comune di Marino (RM).

## Genealogia episcopale e successione apostolica
La genealogia episcopale è:
- Cardinale Scipione Rebiba
- Cardinale Giulio Antonio Santori
- Cardinale Girolamo Bernerio, O.P.
- Arcivescovo Galeazzo Sanvitale
- Cardinale Ludovico Ludovisi
- Cardinale Luigi Caetani
- Cardinale Ulderico Carpegna
- Cardinale Paluzzo Paluzzi Altieri degli Albertoni
- Papa Benedetto XIII
- Papa Benedetto XIV
- Papa Clemente XIII
- Cardinale Marcantonio Colonna
- Cardinale Giacinto Sigismondo Gerdil, B.
- Cardinale Giulio Maria della Somaglia
- Cardinale Carlo Odescalchi, S.I.
- Cardinale Costantino Patrizi Naro
- Cardinale Lucido Maria Parocchi
- Papa Pio X
- Papa Benedetto XV
- Papa Pio XII
- Cardinale Giuseppe Pizzardo

La successione apostolica è:
- Vescovo Oreste Rauzi (1939)
- Vescovo Pietro Ossola (1940)
- Cardinale Ernesto Ruffini (1945)
- Arcivescovo Roberto Ronca (1948)
- Vescovo Giovanni Battista Parodi (1948)
- Vescovo Petrus Canisius Jean van Lierde, O.S.A. (1951)
- Cardinale Fiorenzo Angelini (1956)
- Vescovo Frederick William Freking (1957)